# Power (televisieserie)
Power is een Amerikaanse misdaadserie ontwikkeld en geproduceerd door Courtney A. Kemp in samenwerking met Curtis "50 Cent" Jackson. De serie werd uitgezonden op het Starz-netwerk van 7 juni 2014 tot 9 februari 2020.
Na de release kreeg Power positieve recensies vanwege het tempo, de sfeer en het acteerwerk. Het is een van Starz' meest gewaardeerde series en een van de meest bekeken programma's via de kabel. Voorafgaand aan de première van het vijfde seizoen, vernieuwde Starz de serie voor een zesde en laatste seizoen, dat op 25 augustus 2019 in première ging.

## Verhaal
Power vertelt het verhaal van James St. Patrick, een slimme en meedogenloze drugsdealer met de straatnaam "Ghost" die de criminele wereld wil verlaten om legitieme zakelijke belangen na te streven als nachtclubeigenaar. St. Patrick probeert deze twee levens in evenwicht te brengen, terwijl hij de arrestatie door de politie ontwijkt te midden van een afbrokkelend huwelijk en verschuivende economische allianties.
De serie bevat ook James' familie, die gedeeltelijk bestaat uit zijn vrouw Tasha en hun zoon Tariq. Power volgt ook James' criminele partner en levenslange beste vriend Tommy Egan, liefdesbelang en strafrechtelijk aanklager Angela Valdés, vriend die rivaal Kanan Stark werd, de protegé en rivaal Andre Coleman, en Angela's collega Cooper Saxe. Verdedigingsadvocaat Joe Proctor, officier van justitie John Mak en politicus Rashad Tate verschijnen ook in latere seizoenen van Power.

## Rolverdeling
| Acteur                   | Personage                 |
| ------------------------ | ------------------------- |
| Omari Hardwick           | James 'Ghost' St. Patrick |
| Lela Loren               | Angela Valdes             |
| Naturi Naughton          | Tasha St. Patrick         |
| Joseph Sikora            | Tommy Egan                |
| Shane Johnson            | Cooper Saxe               |
| Rotimi                   | Dre                       |
| Michael Rainey Jr.       | Tariq St. Patrick         |
| La La Anthony            | Lakeisha Grant            |
| Jerry Ferrara            | Joe Proctor               |
| Curtis "50 Cent" Jackson | Kanan                     |
| J.R. Ramirez             | Julio                     |
| Michael J Ferguson       | 2-Bit                     |
| David Fumero             | Mike Sandoval             |
| Larenz Tate              | Councilman Tate           |
| Andy Bean                | Greg                      |
| Luis Antonio Ramos       | Ruiz                      |
| Lucy Walters             | Holly                     |
| Omar Scroggins           | Spanky                    |
| Ty Jones                 | Jerry Donovan             |
| Monique Gabriela Curnen  | Blanca Rodriguez          |
| Matt Cedeño              | Cristobal                 |
| Sung Kang                | John Mak                  |

## Afleveringen
| Seizoen | Datum eerste aflevering | Datum laatste aflevering | Aantal afleveringen |
| ------- | ----------------------- | ------------------------ | ------------------- |
| 1       | 7 juni 2014             | 2 augustus 2014          | 8                   |
| 2       | 6 juni 2015             | 15 augustus 2015         | 10                  |
| 3       | 17 juli 2016            | 25 september 2016        | 10                  |
| 4       | 25 juni 2017            | 3 september 2017         | 10                  |
| 5       | 1 juli 2018             | 9 september 2018         | 10                  |
| 6       | 25 augustus 2019        | 9 februari 2020          | 15                  |